# Ruslan Karimowitsch Nigmatullin
Ruslan Karimowitsch Nigmatullin (russisch Руслан Каримович Нигматуллин, tatarisch Руслан Кәрим улы Нигъмәтуллин / Ruslan Kärim ulı Nigmätullin; * 7. Oktober 1974 in Kasan, RSFSR, UdSSR) ist ein ehemaliger russischer Fußballtorwart tatarischer Herkunft. 

## Leben
Nigmatullin begann mit dem Fußballspielen beim Verein Elektron in seiner Geburtsstadt Kasan. Ab 1992 spielte er für Kamas Nabereschnyje Tschelny, 1995 wechselte er zu Spartak Moskau. Mit Spartak wurde er zweimal russischer Meister, konnte er sich aber nicht als Stammspieler durchsetzen. Erst nach seinem Wechsel zu Lokomotive Moskau 1997 wurde er in diesem Team Stammtorwart und gewann mit Lokomotive in den Spielzeiten 1999/2000 und 2000/2001 den russischen Pokal. 2001 wurde er zum Fußballer des Jahres in Russland gewählt.
2002 spielte er kurzzeitig in Italien für Hellas Verona und kehrte im selben Jahr wieder nach Russland zu ZSKA Moskau zurück. 2003 wechselte er erneut nach Italien, diesmal in die Serie B zu Salernitana Calcio. Nach kurzen Gastspielen für Lokomotive Moskau und bei Terek Grosny erklärte Nigmatullin im Jahre 2005 zunächst seinen Rücktritt vom Profisport. Ab 2008 spielte er dann wieder als Profi zunächst bei SKA Rostow, später dann in der zweiten Mannschaft von Lokomotive Moskau. 2009 wechselte er nach Israel zu Maccabi Ahi Nazareth und beendete seine Karriere im November 2009 endgültig.
Nigmatullin absolvierte 24 Länderspiele für die russische Nationalmannschaft. Er nahm an der Fußball-Weltmeisterschaft 2002 teil und kam während dieses Turniers in allen drei Vorrundenspielen zum Einsatz.